# Wataru Ikenaga
Wataru Ikenaga (japanisch 池永 航 Ikenaga Wataru; * 30. November 1991 in Kōbe, Präfektur Hyōgo) ist ein japanischer Fußballspieler.

## Karriere
Ikenaga erlernte das Fußballspielen in der Schulmannschaft der Seimei Gakuin High School und der Universitätsmannschaft der Osaka University of Health and Sport Sciences. Seinen ersten Vertrag unterschrieb er 2014 in Yamaguchi beim Viertligisten Renofa Yamaguchi FC. Am Ende der Saison 2014 stieg der Verein in die dritte Liga auf. Für den Verein absolvierte er 41 Ligaspiele. 2016 wechselte er nach Kusatsu zum Viertligisten MIO Biwako Shiga. Für Biwako absolvierte er 19 Ligaspiele. 2017 unterschrieb er einen Vertrag beim ebenfalls in der vierten Liga spielenden FC Osaka. Für den Verein, der in der Präfektur Osaka beheimatet ist, stand er 86-mal in der vierten Liga auf dem Spielfeld. Im Januar 2022 unterschrieb er einen Vertrag beim unterklassigen FC AWJ.